# Celownik PU
Celownik PU (ros. ПУ) – radziecki celownik optyczny z okresu II wojny światowej.

## Historia
Celownik PU skonstruowano do współdziałania z wyborową wersją karabinu samopowtarzalnego SWT 40. Po zakończeniu produkcji wersji wyborowej SWT-40 w 1942 r., celowniki PU przystosowano do montażu na wyborowych wersjach karabinów powtarzalnych Mosin wz. 1891/30. Celowniki te cieszyły się dużą popularnością i do końca wojny wyprodukowano ich ponad 500 000. Przez pewien czas używano ich również po zakończeniu wojny, zarówno w Armii Radzieckiej, jak i w innych państwach bloku wschodniego (m.in. w Ludowym Wojsku Polskim), po czym zostały zastąpione nowocześniejszymi celownikami. Mimo to celowniki PU nadal produkowane są na użytek cywilny, gdzie znajdują zastosowanie w sporcie oraz myślistwie.

## Budowa
Celownik PU posiada powiększenie 3,5 x 22 i pole widzenia 4,5 stopnia, a jego układ optyczny składa się z 9 soczewek. Na bębenku odległościowym znajduje się podziałka oznaczona liczbami od 1 do 13 – każdy stopień odpowiada odległości 100 metrów. Na bębenku kierunkowym umieszczone są w obu kierunkach podziałki od 0 do 10 ze znakiem + (plus) dla poprawek w prawo i ze znakiem - (minus) dla poprawek w lewo – każdy stopień odpowiada jednej tysięcznej (oznaczone są tylko stopnie 5 i 10).

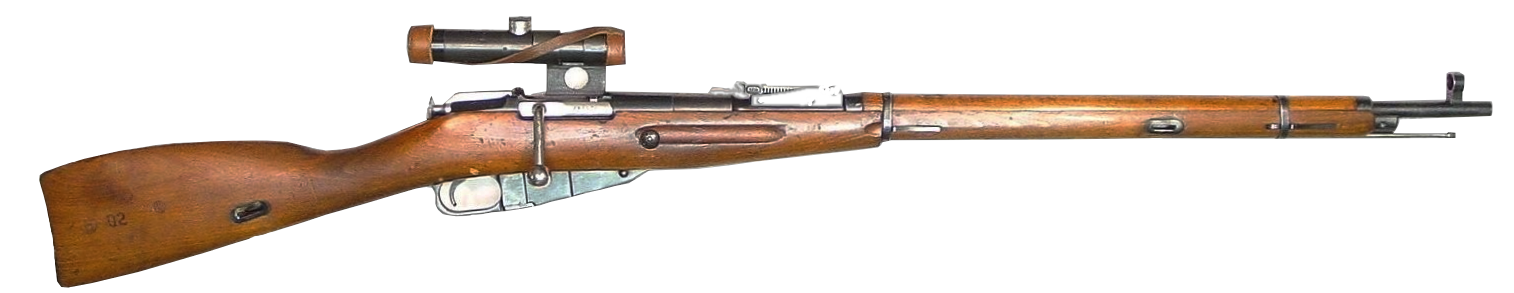
Celownik PU na karabinie Mosin wz. 1891/30 w wersji wyborowej (wygięta rączka zamkowa nie zahacza o celownik przy przeładowaniu)
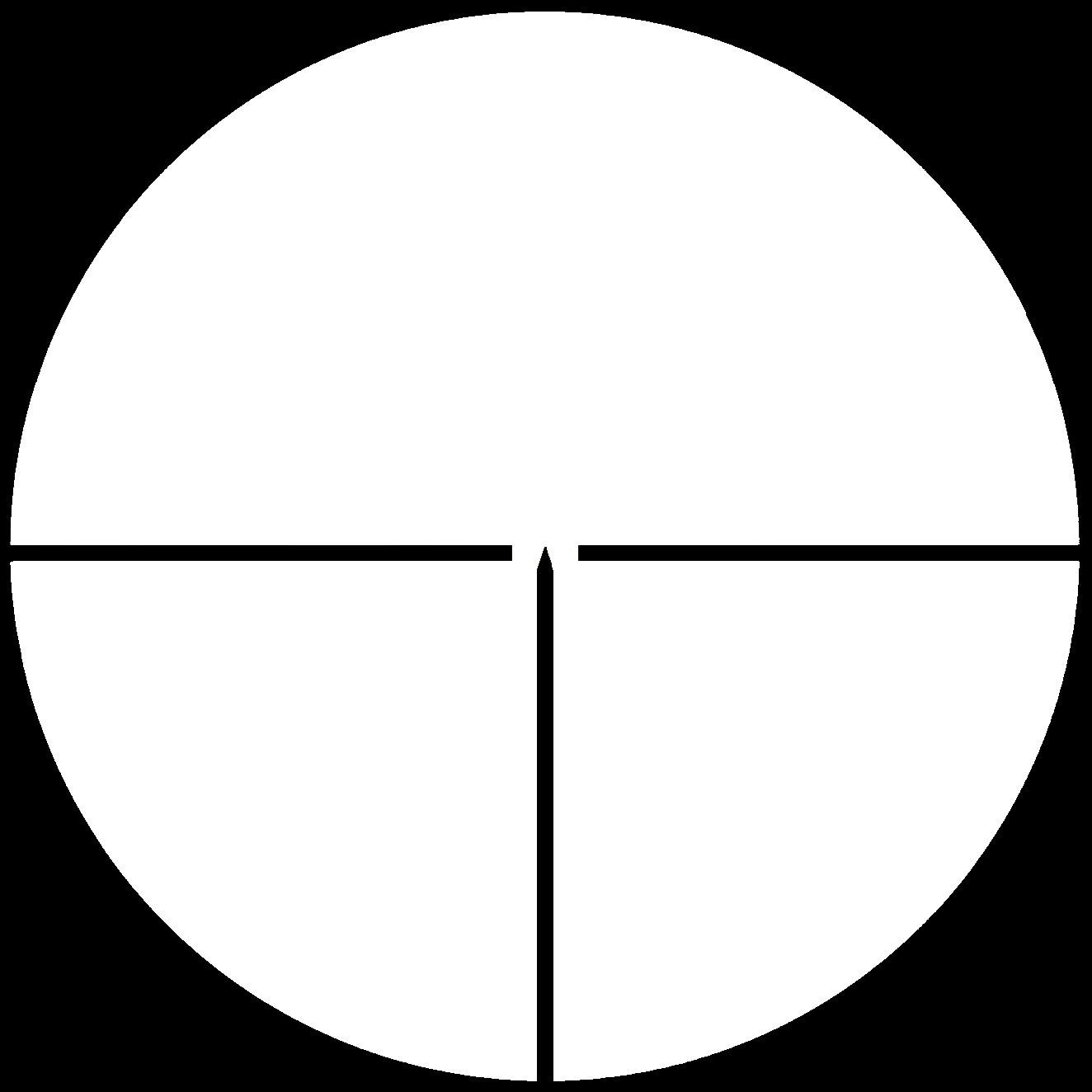
Siatka celownicza PU
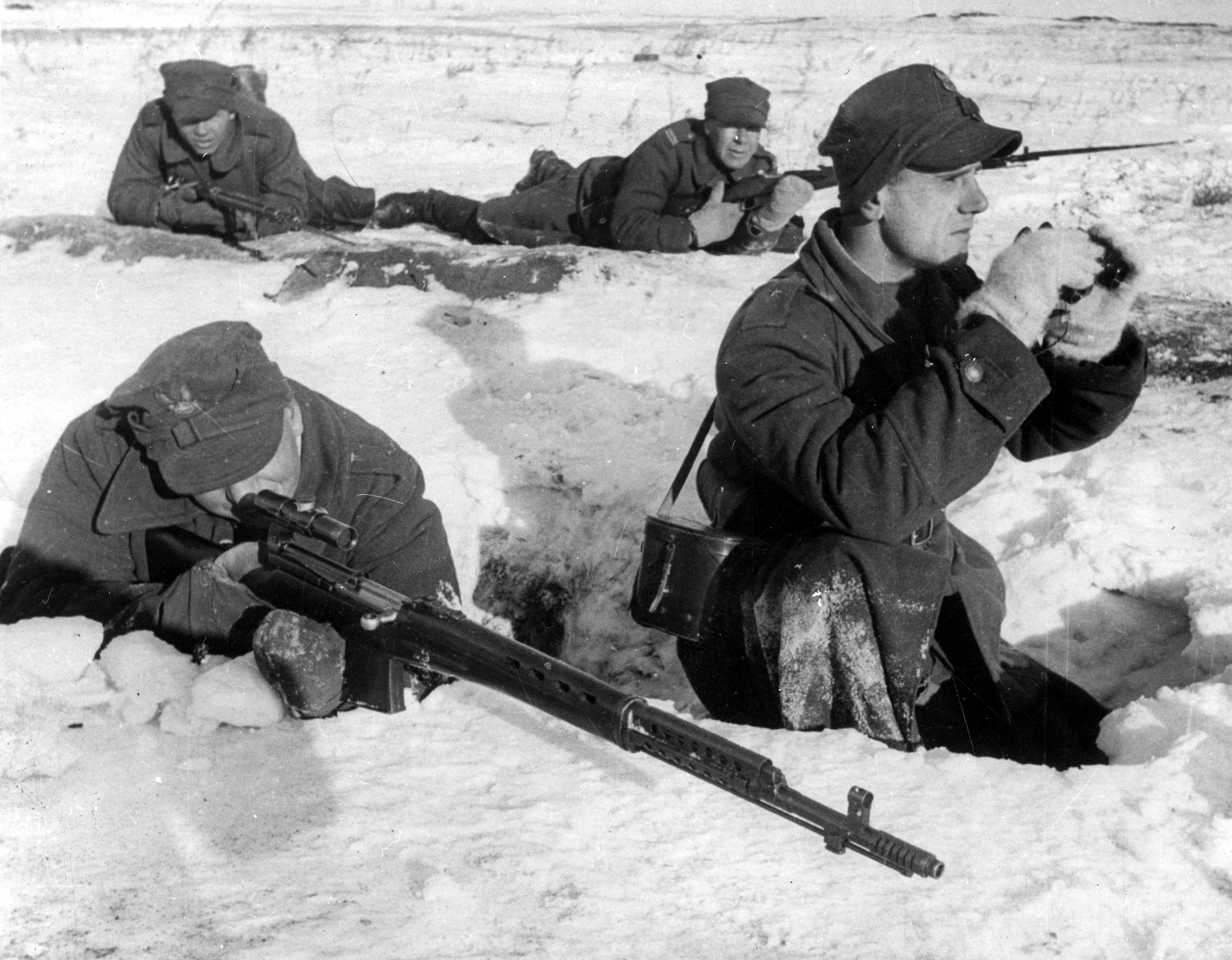
Żołnierz Armii Andersa z karabinem SWT-40 wyposażonym w celownik optyczny PU